# Alvenslebenové

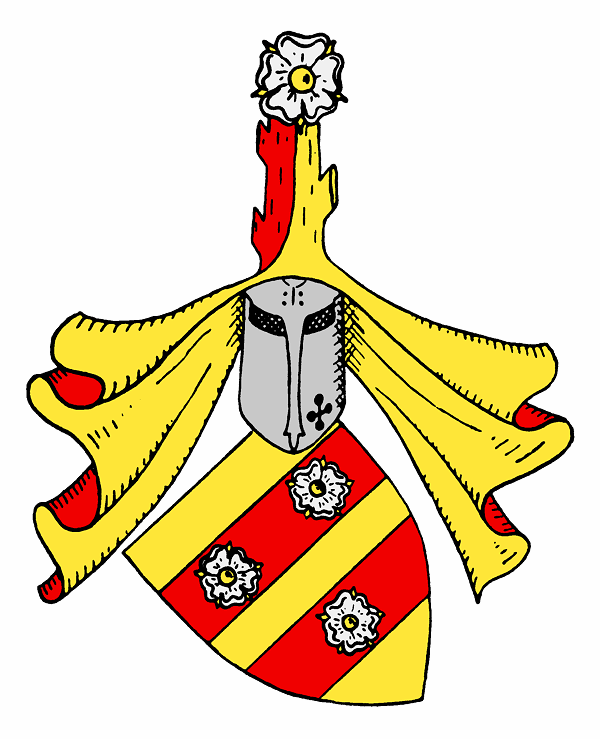
Erb rodu

Alvenslebenové je německý šlechtický rod, jehož nejstarším známým členem je Wichard de Alvensleve zmíněný roku 1163 jako ministeriál biskupství Halberstadt. Jméno rodiny pochází z názvu hradu Alvensleben, dnes v Bebertalu.

## Historie
Agnatická linie rodiny začíná Gebhardem von Alvensleben. Byli dědiční senešalové biskupství a knížectví Halberstadt a jejich sídly byly hrady Erxleben a Kalbe ve Staré marce. Byli občasnými kastelány hradu Calvörde.

## Erb
Skládá se ze zlatého štítu, na kterém se nachází dvě červená břevna. Na prvním břevně jsou umístěny dvě stříbrné růže a na druhém jedna růže. Nad štítem se nachází přilba se zlato-červenými přikryvadly.